# Jacobsdal
Jacobsdal is een dorp aan de Rietrivier in de provincie Vrijstaat in Zuid-Afrika. Het dorp heeft circa 3.500 inwoners en is gesticht op 7 maart 1859. Op 14 februari 1900 viel het dorp als eerste van de Vrijstaat in Engelse handen.

## Subplaatsen
Het nationaal instituut voor de statistiek, Stats SA, deelt sinds de census 2011 deze hoofdplaats in in 2 zogenaamde subplaatsen (sub place):
Jacobsdal SP • Sandershoogte.